# شهرستان شانگسی
شهرستان شانگسی (به لاتین: Shangsi County) یک شهرستان‌های جمهوری خلق چین در چین است که در فانگچنگانگ واقع شده‌است.